# José Mujica
José Mujica (født 20. maj 1935 i Montevideo, død 13. maj 2025) var fra 2010 til 2015 Uruguays præsident, og medlem af det venstreorienterede parti Frente Amplio. Han var tidligere guerillakriger og medlem af det stærkt venstreorienterede Tupamaros (en).
Han var bl.a. kendt for sit egalitære livssyn og sin gavmildhed, eftersom han donerede 90 % af sin løn til velgørenhed.